# 16265 Lemay
16265 Lemay è un asteroide della fascia principale. Scoperto nel 2000, presenta un'orbita caratterizzata da un semiasse maggiore pari a 3,1175608 UA e da un'eccentricità di 0,1738758, inclinata di 1,04751° rispetto all'eclittica.